# J-csatolás
A skaláris, spin-spin vagy J-csatolást, az elektronfelhő közvetíti a szomszédos magok között, ezért indirekt dipól-dipól csatolásnak is hívják. Egy atommag NMR átmenetének frekvenciája a mag által érzett mágneses tér erősségével arányos. Ez a tér azonban nem egyezik meg a külső mágnes térrel, hiszen azt az atommagot körülvevő elektronok gyengítik (ld. kémiai árnyékolás). Ugyanakkor, ha a jelet adó A atom közelében egy másik B, I = 1/2 spinű atommag is található, akkor az is a külső térrel megegyező (α), vagy ellentétes (β) irányban orientálódik és lokális teret kelt, mely tér a kémiai kötésben résztvevő elektronokon keresztül a molekulában lévő távolabbi atommagokra is hat. Így B hatására az A mag jele dubletté hasad. Az így létrejött két rezonanciajel közötti távolságot csatolási állandónak nevezzük, J-vel jelöljük és Hz-ben mérjük. Az alábbi egyszerű esetekben J leolvasható a szomszédos multiplett-vonalak távolságából. Bonyolultabb molekulákban az ilyen fajta grafikus leolvasás már nem mindig lehetséges.
A csatolási állandó lehet egy-, két-, háromkötéses homonukleáris, jelölése pld.: 1JCC, 2JHH, 2JCC, 3JHH, 3JFF; vagy heteronukleáris: 1JHC, 1JCF, 2JHC, 2JCN, stb. 

## Multiplicitás

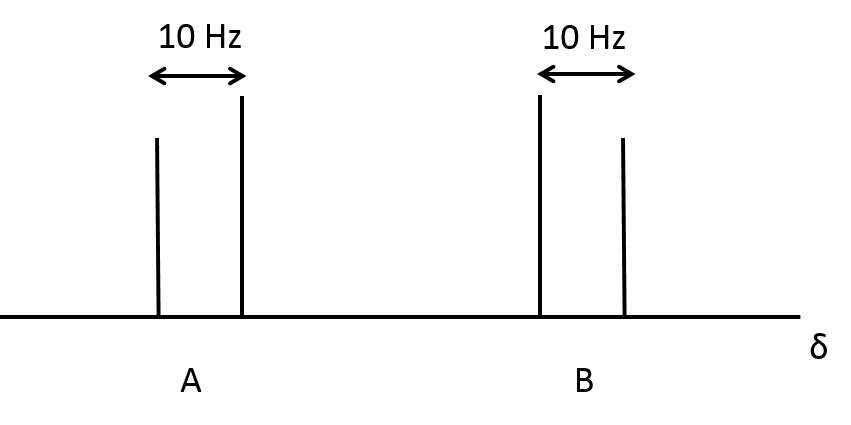
Ha az A és B magok kölcsönhatása szimmetrikus, amennyivel B mag felhasítja az A jelét, A is annyi Hz-el hasítja fel B jelét

Az A és B magok kölcsönhatása szimmetrikus, azaz a felhasadás mértéke ugyanakkora az B magon is, jelen esetben dublettet detektálunk.
Ha a molekulában két olyan B atom is van (CHA-CH2B fragmens), melyek A maghoz tökéletesen megegyező elektronszerkezettel kapcsolódnak – azaz a B környezetek szimmetrikusak – akkor A mag felhasadása még összetettebb lesz, és a két környezetnek megfelelő  α és β irányt vehet fel. Végül három spektrumvonalat látunk 1:2:1 intenzitásaránnyal, amennyiben JAB1 =JAB2. Ha Δν>>J, gyenge csatolásról beszélünk és két dublett jelet detektálunk A és B környezetre. Amennyiben ez a távolság csökken a dublettek „háztető” formát öltenek, összemérhető távolságok esetében beszélünk erős csatolásról.

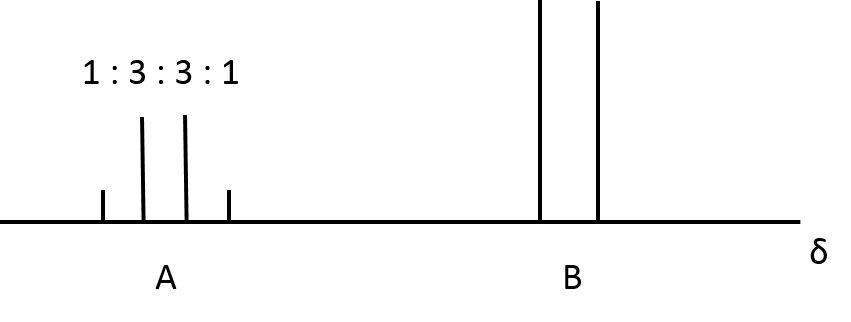
A mag csatolásban három szimmetrikus B maggal (pl. CH-CH_{3})

Három szimmetrikus B mag esetén (CH-CH3) a spin-izomer molekulák száma már kilenc (α1α2α3, α1α2β3, α1β2α3,β1α2α3, β1β2α3, β1α2β3, α1β2β3, β1β2β3). Ezen izomerek közül a másodikban, harmadikban és negyedikben a B-k eredő hatása egyforma, ezért egyetlen háromszoros intenzitású vonalat adnak. Hasonlóan az ötödiktől a hetedikig terjedő spin-izomerek is egyetlen háromszoros intenzitású jelet adnak. Összességében A mag jele egy 1:3:3:1 arányú kvartettre hasad. A B magok jele még mindig dublett, hiszen a szomszédos A csak α- vagy β-állapotú lehet. Fontos szabály, hogy az azonos kémiai eltolódású magok soha nem hasítják fel egymást multipletté.
Az eddig tárgyalt 1, 1:1, 1:2:1 és 1:3:3:1 intenzitásarányok  tükrözik a matematikából ismert Pascal-háromszög binomiális együtthatóit; és ennek segítségével írhatjuk le az ½-es spinű multiplettek intenzitásarányát. 
Ha A maghoz két különböző árnyékoltságú B és C magok csatolódnak (CCl2HB-CClHA-CHCBr2), akkor azok eltérő JAB, és JAC csatolási állandókkal jellemezhetők. Ilyenkor A jele egyszer JAB távolságú dublettre hasad, melynek mindkét vonala további JAC távolságú dublettre hasad. Összesen négy, 1:1:1:1 intenzitásarányú jelet kapunk. Ez a ”multiplettek multiplettje” elv bonyolultabb csatolások esetén is ugyanígy használható.
A skaláris csatolás nagyon fontos az NMR-ben, mert az atomi szomszédságokról és kötésviszonyokról is információt tud nyújtani. Egy felhasadás megjelenése adott kémiai kötés kialakulását igazolja. A csatolás gyengül, minél távolabbi kötésről beszélünk, négy kötésnél távolabbi csatolások elvétve fordulnak csak elő, kitüntetett molekuláris szimmetria esetében.

## Csatolási állandó értékek
H-H csatolás
| Környezet                | Csatolás | Érték (Hz) |
| ------------------------ | -------- | ---------- |
| Alifás, H-C-H, geminális | 2JHH     | -15 – -10  |
| Alifás, H-C-C-H          | 3JHH     | 6-8        |
| Aldehid, H-C-CO-H        | 3JHH     | 2-3        |
| Alkén, H-C-H, geminális  | 2JHH     | 0-3        |
| Alkén, H-C=C-H, transz   | 3JHH     | 12-18      |
| Alkén, H-C=C-H, cisz     | 3JHH     | 6-12       |
| Aromás, H-C~C-H          | 3JHH     | 6-10       |
| Aromás, H-C~C~C-H        | 4JHH     | 1-3        |

C-H csatolás
| Környezet              | Csatolás | Érték (Hz) |
| Alifás, C-H            | 1JCH     | 125-135    |
| Alifás, CX-H (X=N,O,S) | 1JCH     | 135-155    |
| Alkén, =C-H            | 1JCH     | 155-170    |
| Alkin, ≡C-H            | 1JCH     | 240-250    |
| Aromás, ~C-H           | 1JCH     | 155-165    |

Peptidek esetében
| Környezet  | Csatolás | Érték (Hz) |
| C-H        | 1JHC     | 140        |
| C-C        | 1JCC     | 35         |
| C-CO       | 1JCC     | 55         |
| N-H        | 1JNH     | -92        |
| N-Ca       | 1JNC     | -11        |
| N-CO       | 1JNC     | -15        |
| H-N-Ca     | 2JHC     | 2          |
| H-N-CO     | 2JHC     | 4          |
| Ha-Ca-N    | 2JHN     | 1          |
| Ha-Ca-CO   | 2JHC     | -4         |
| Ha-Ca-Cb   | 2JHC     | -6         |
| Ca-N-CO    | 2JCC     | -0.7       |
| Ca-CO-N    | 2JCN     | 7          |
| Cb-Ca-N    | 2JCN     | -0.7       |
| Cb-Ca-CO   | 2JCC     | 0.3        |
| CO-Ca-N    | 2JCN     | -0.2       |
| H-N-Ca-Ha  | 3JHH     | 8          |
| H-N-Ca-Cb  | 3JHC     | 1          |
| H-N-Ca-CO  | 3JHC     | 1          |
| Ha-Ca-N-CO | 3JHC     | 3          |
| CO-N-Ca-Cb | 3JCC     | 1.7        |
| CO-N-Ca-CO | 3JCC     | 0.8        |

Etán származékokra vonatkozó Karplus-görbe

A csatolási állandó nemcsak a kötések számától, de a kötésben részt vevő elektronok térbeli elrendeződésétől is erősen függ. A háromkötéses csatolásokban akkor a legnagyobb a csatolási állandó, ha a három kötés egy síkban és transz-pozícióban található. Kisebb a csatolás a síkbeli cisz-pozíció esetén. Végezetül erősen lecsökken a csatolás, ha a négy atom nincs egy síkban (gauche-pozíció).
A 3JHH csatolási állandó értékek esetében a szerkezeti információ és a torziós szög mértéke az empirikus Karplus-összefüggés alapján számolható.
{\displaystyle J(\phi )=Ccos2\phi +Bcos\phi +A}
ahol J a 3J csatolási állandó, {\displaystyle \phi } a diéderes szög, A, B, és C együtthatók pedig az adott vegyületcsaládra jellemzőek. Így lehetőség nyílik sztereoizomerek NMR-rel történő megkülönböztetésére, vagy fehérjék esetében másodlagos szerkezeti elemek meghatározására/igazolására.

## J-csatolás mérése
Az izotópjelölés alkalmazásának elterjedésével a J-csatolások mérése fehérjék, RNS és DNS molekulák esetében is rutinná vált, és lehetővé tette olyan technikák kifejlesztését, melyek homo- és heteronukleáris csatolási állandók mérésére voltak alkalmasak. E fejlesztések eredményeként értékes szerkezeti információt nyerhetünk közepes méretű biomolekulákról viszonylag egyszerűen (Vuister et al., 1998,). Az újonnan mért J csatolási állandók lehetővé tették a Karplus-görbék újraparaméterezését, melyek a 3J csatolási állandók értékének torziós szögektől való függését írják le (Hu and Bax, 1997). Várható, hogy az új görbék pontosabbak lesznek, összehasonlítva azokkal, melyek csak kismolekulás modellvegyületek alapján lettek meghatározva, főként abban a torziós szög tartományban, amit a paraméterezéshez használtak. Ezek az új technikák csoportokba sorolhatók a J-csatolás mérésének elve szerint. In-fázisú-anti-fázisú (IPAP) módszerek jól alkalmazhatók nagy és egyforma J-csatolások mérésére. Az ún. E.COSY módszerrel (Griesinger et al., 1987) két spin korrelál az energiaszintek változtatása nélkül egy harmadikkal, mely mindkét másik spinnel csatolásban van. A kapott E. COSY minta lehetőséget ad kis J-csatolás mérésére, amennyiben a második J-csatolás elég nagy ahhoz, hogy a multiplet alkotói elváljanak. E. COSY módszereket mostanában számos 2J és 3J csatolási állandó mérésére használják. (Löhr and Rüterjans, 1999). Egy másik méréstípusnál a cél egy jel csatolás miatti változásának vagy kioltódásának számszerűsítése, ezt a típust alkotják a J-korrelációs mérések. (QJ) (Archer et al., 1991). A J-csatolások meghatározására alternatív módszerek még az ún. P-FIDS vagy C’-FIDS módszerek (Schwalbe et al., 1994) és a ZQ/DQ módszerek (Rexroth et al., 1995).